# Lee Wai Leng
Lee Wai Leng (* 11. November 1969) ist eine ehemalige malaysische Badmintonspielerin. 

## Karriere
Lee Wai Leng gewann bei den Südostasienspielen 1989 sowohl im Dameneinzel als auch im Damendoppel mit Lim Siew Choon Bronze. Vier Jahre später erkämpfte sie sich erneut Bronze im Doppel mit Tan Lee Wai. Bei den Asienspielen 1994 wurde sie einmal mehr Dritte, diesmal jedoch im Mixed mit Yap Kim Hock.

## Sportliche Erfolge
| Saison | Veranstaltung      | Disziplin   | Platz | Name                          |
| ------ | ------------------ | ----------- | ----- | ----------------------------- |
| 1989   | Südostasienspiele  | Damendoppel | 3     | Lim Siew Choon / Lee Wai Leng |
| 1989   | Südostasienspiele  | Dameneinzel | 3     | Lee Wai Leng                  |
| 1993   | Südostasienspiele  | Damendoppel | 3     | Tan Lee Wai / Lee Wai Leng    |
| 1993   | Hong Kong Open     | Mixed       | 3     | Yap Kim Hock / Lee Wai Leng   |
| 1994   | Commonwealth Games | Damendoppel | 3     | Tan Lee Wai / Lee Wai Leng    |
| 1994   | Asienspiele        | Mixed       | 3     | Yap Kim Hock / Lee Wai Leng   |